# Afriberina melaleucaria
Afriberina melaleucaria là một loài bướm đêm trong họ Geometridae.